# Метод 360 градусов

Один из вариантов схемы оценки 360 градусов

Метод «360 градусов» — это метод текущей оценки персонала, который заключается в выявлении степени соответствия сотрудника занимаемой должности посредством опроса делового окружения сотрудника.

## Суть метода
Термин «Метод оценки 360 градусов» был введен Уордом в 1987 году. Уорд определял данный метод как систематический сбор информации относительно результатов индивидуума или группы, получаемый от окружения".
Методику 360 градусов начали активно применять на Западе в 1990-е. Её, в частности, использует бизнес-консультант Маршалл Голдсмит. 
Суть методики «360 градусов» заключается в том, что оценку сотрудника проводит все его рабочее окружение: руководители, подчиненные, коллеги и клиенты. Результат оценки — рейтинг свойств сотрудника (оценивается мера соответствия занимаемой должности по списку определенных характеристик), также благодаря блоку самооценки, данный метод может быть использован в качестве источника обратной связи. Оценивают сотрудника методом 360 градусов посредством опроса его окружения: начальника, коллег, подчиненных. Если к оценке присоединяются иные заинтересованные лица (потребители, клиенты, поставщики, партнеры), то метод 360 трансформируется в методику 540 градусов.
В специальные анкеты вносятся баллы по знаниям, навыкам и личностным качествам. Анкетирование может проводиться анонимно с указанием категории оценщика (коллега, руководитель, клиент) либо не анонимно. Затем определяется средний арифметический балл по каждому навыку, умению или личностному качеству и строится график. На последнем этапе результаты оценки представляются оцениваемому сотруднику. В результате оценки по методу 360 градусов могут быть сделаны выводы для саморазвития сотрудника, для развития конкретных навыков, умений, качеств, для улучшения отношений с коллегами, а также приняты решения об обучении, занесении в список кадрового резерва и др. Решения о повышении квалификации сотрудника, повышении/понижении в должности и другие кадровые решения на основании оценки 360 не могут быть приняты, для этого существует процедура аттестации.
Последние исследования показали, что усреднение значений ведет к снижению уровня объективности предоставляемой сотруднику информации. Так, несмотря на анонимность проводимого опроса, подчиненные склонны завышать свою оценку, а руководители – занижать. Как итог, отношения между сотрудниками смещают показатель одной оценки на 18–39%, а средние оценки по всем показателям – на 96%. Кроме того, уровень объективности методики снижает оценочный стиль респондента (склонен ли сотрудник завышать/занижать оценку), влияние этого критерия оценивается в 3–15%.

## Параметры, подлежащие оценке
В зависимости от целей оценки могут оцениваться как отдельные личностные качества сотрудника (например, инициативность, конфликтность и пр.), так и комплекс навыков, знаний и личностных качеств: конфликтность, деловая проницательность, уровень технических навыков, навыки лидерства и групповой работы, интеллект, карьерная амбициозность и сбалансированность понятий работа/личная жизнь, профессиональная честь и др.

## Особенности применения
Во-первых, следует проводить опрос окружения сотрудника анонимно. Исследования установили, что в случае не анонимного опроса корреляция с независимыми оценочными результатами работников компании составила 0,09 и была недостоверна. В варианте «некоторая анонимность» оценка комбинировалась с одной из других оценок, корреляция с независимыми оценками других сотрудников составила 0,27 и была достоверна. Соответственно при максимальной анонимности — достоверная корреляция составила 0,3. Это связано с опасениями делового окружения по ухудшению отношений в коллективе, а также со страхом перед возможным конфликтом.
Гарантировать анонимность можно двумя способами:
- проводить оценку с помощью автоматизированной системы, когда все ответы обрабатываются без показа индивидуальных результатов;
- использовать специальные ящики для анкет, которые должны быть заполнены так, чтобы исключить возможность сравнения почерков[4].

Во-вторых, данный метод оценки рекомендуется применять в электронной форме, поскольку при этом сотрудник не отвлекается от рабочего процесса, а обработка результатов занимает меньше времени.
В-третьих, метод 360 градусов следует использовать только в комплексе с другими методами оценки персонала: данный метод является субъективным, так как предполагает оценку сотрудника деловым окружением.
В-четвертых, при проведении оценки по методу 360 градусов оцениваемый испытывает стресс, поэтому использование такого метода должно быть четко обосновано: например, планирование карьеры, составление списка направляемых на обучение или плановая оценка персонала.